# Матьє да Коста
Матьє да Коста (іноді Д'Акоста) — африканський учасник дослідницької експедиції П'єра Дюгуа і Самюеля де Шамплена, французьких мандрівників, які досліджували Новий Світ на початку XVII століття. Він був першою відомою вільною людиною африканського походження, яка прибула на територію сьогоднішньої Канади.

## Історія
Про життя Матьє да Коста збереглося мало документів. Принаймні відомо про його африканське походження (можливо, часткове). Він був вільною людиною, який завдяки своєму таланту до освоєння багатьох мов, часто брав участь в різних експедиціях. Подібно до нього, в той час численні афро-португальці змішаного походження часто працювали моряками або перекладачами. Вважається, що він володів нідерландською, англійською, французькою, португальською, мікмакською мовами, а також алгонкинсько-баскським піджином — діалектом, який багато аборигенів використовували в торгових цілях.

### Робота на португальців
Спочатку він був найнятий португальцями перекладачем, оскільки зумів швидко оволодіти їхньою мовою, для експедиції в Новий Світ. Ще в 1499 році Жуан Фернандіш Лаврадор досліджував Гренландію і північноатлантичне узбережжя Канади. У наступному році брати Гашпар і Мігел Корте-Реал досліджували нинішню канадську провінцію Ньюфаундленд і Лабрадор і Гренландію, пред'явивши претензії на ці землі для Португалії. Жуан Алваріш Фагундіш і Перу де Барселуш заснували рибальські торгові точки в Ньюфаундленді і Новій Шотландії близько 1521 року, проте пізніше вони були занедбані, оскільки португальці переключили свою увагу на Південну Америку.

### В Голландії
Матьє да Коста був в Амстердамі, Голландія, в лютому 1607 року. Мабуть, голландці захопили кораблі П'єра Дюгуа близько Тадуссака на річці Святого Лаврентія під час торговельної суперечки, при цьому взяли в полон і да Коста.

### Робота на Дюгуа
Французькі документи свідчать про те, що да Коста працював у керівників французької колонії Порт-Рояль з 1608 року, коли його найняв на 3 роки П'єр Дюгуа де Мон. Можна припустити, що Да Коста супроводжував Дюгуа і Самюеля де Шамплена в одному або декількох їх подорожах в Акадію і область Святого Лаврентія. Однак в 1609 році задокументовано його перебування в Руані, Франція, і в тюрмі в Гаврі, Франція, в грудні. Чи був він в Канаді в тому ж році, залишається під питанням.
Діяльність Дюгуа в Канаді тривала до 1617 року. Судовий процес, пов'язаний з витратами Ніколя де Бокемара з Руана на підтримку да Коста, затягнувся до 1619 року, хоча немає ніяких свідоцтв того, що Матьє да Коста був присутній на процесі особисто.

## Пам'ять
Перекладацькі навички да Кости допомогли скоротити культурний розрив між першими французькими дослідниками і корінними народами. Його службі в Канаді присвячена експозиція в Порт-Роялі, округ Аннаполіс, Нова Шотландія. Він також був героєм французького графічного роману «Матьє да Коста» (автор Діана Гру, ілюстратор Жослін Жатт).
Марку для внутрішніх поштових пересилань в честь Да Коста випустила Канадська пошта 1 лютого 2017 року в рамках «Місяця чорної історії».
Mathieu da Costa Challenge — щорічний конкурс творчих робіт та творчості, який проводиться з 1996 року Департаментом канадської спадщини. Мета конкурсу — спонукати молодь дізнатися більше про те, як різноманітність сформувало історію Канади та про важливу роль, яку плюралізм грає в канадському суспільстві.
На честь да Кости також названі школа в Торонто і дві вулиці, одна в Монреалі, а інша в Квебеку.